# Девай, Богларка
Богларка Девай (венг. Dévai Boglárka; род. 12 ноября 1999 года, Сомбатхей, Венгрия) — венгерская гимнастка, чемпионка Европы в опорном прыжке (2018), а также призёр чемпионата Европы по спортивной гимнастике среди женщин.

### Биография
Богларка занимается в спортивной школе Сомбатхей с 2005 года.
На летних юношеских Олимпийских играх 2014 года в Нанкине была шестой в опорном прыжке и закончила 16-й в общий зачет. 
В сентябре 2015 года завоевала серебряную медаль на Кубке мира в Эзеке. 
В мае 2016 года она была избрана членом венгерской команды на чемпионате Европы в Берне, но позже не смогла присутствовать на спортивном мероприятии, которое началось в июне.
В начале апреля 2017 года она защитила свой титул чемпиона в национальном чемпионате, а во второй половине апреля он завоевал бронзовую медаль на чемпионате Европы в Румынии в опорном прыжке. В мае она выиграла Кубок мира в опорном прыжке. С травмой ноги она приняла участие в чемпионате мира в Монреале в октябре, где смогла показать только 14-й результат.
В июле 2018 года она заняла второе место в национальном чемпионате вслед за Петерой Сарой.
На чемпионате мира в 2018 году в Глазго она выиграла золотую медаль, спустя двадцать лет, выиграв первый титул чемпиона Европы для венгерской гимнастики. Венгерская команда заняла только восьмое место в командном зачете многоборья.